# Kościół Wniebowzięcia Najświętszej Maryi Panny w Schwedt/Oder
Kościół Wniebowzięcia Najświętszej Maryi Panny (niem. Sankt Mariä Himmelfahrt) – rzymskokatolicka świątynia parafialna znajdująca się w niemieckim mieście Schwedt/Oder.

## Historia
Od 1830 w mieście dwa razy w miesiącu odprawiano nabożeństwa katolickie dla stacjonujących w nim żołnierzy. 15 sierpnia 1853 konsekrowano kaplicę urządzoną w zaaranżowanej sali tanecznej, a w 1857 ustanowiono tu parafię misyjną. Kamień węgielny pod budowę kościoła wg. projektu berlińskiego inspektora budowlanego Maxa Hasaka wmurowano 1 listopada 1895, a prace ukończono 20 maja 1898. 24 maja świątynię konsekrował ks. Karl Neuber. W 1902 parafię misyjną przekształcono w zwykłą parafię. Sklepienia zostały lekko uszkodzone podczas II wojny światowej, wyposażenie w większości uniknęło zniszczenia. Pierwszą mszę odprawiono po remoncie 20 sierpnia 1950 roku. W 1964 wykonano nowe witraże. W latach 1969–1971 usunięto neogotyckie wyposażenie wnętrza, nowy ołtarz, tabernakulum, chrzcielnicę i pietę wykonał Friedrich Press. Około 1980 zawieszono obrazy drogi krzyżowej autorstwa Hansa Schindlera, a w 1988 zainstalowano nowe organy. W latach 1997–1999 kościół wyremontowano.

## Architektura i wyposażenie
Świątynia neogotycka, jednonawowa, z transeptem. Jest długi na 33 m i szeroki na 12 m, wieża ma wysokość 56 metrów. W prezbiterium ustawiono barokowy krucyfiks z 1580 roku. W północnym ramieniu transeptu ustawiono figurę Świętej Anny Samotrzeciej z 1490, prawdopodobnie pochodzącą z kościoła farnego św. Katarzyny. We wnętrzu przechowywana jest również XIV-wieczna pietà, wypożyczona z kościoła we Flemsdorfie. 19-głosowe organy wykonano w 1988 roku w zakładzie W. Sauer Orgelbau Frankfurt (Oder), w 2012 zostały wyremontowane.

### Dzwony
Pierwszy zestaw dzwonów odlano w roku 1901, lecz w 1917 został on zarekwirowany na cele wojenne. Kilkukrotnie podejmowano próby odlania nowych instrumentów, lecz z powodów finansowych przez następne lata piętro przeznaczone na dzwony było puste. W 2019 ekspertyza techniczna nie wykazała przeciwskazań dotyczących zawieszenia dzwonów na wieży, a w następnym roku ogłoszono przetarg na wykonanie czterech dzwonów. Odlano je 30 lipca 2021 w ludwisarni Petit & Gebr. Edelbrock w Gescher, a 3 października zostały poświęcone przez abpa Heinera Kocha. 24 grudnia 2021 dzwony po raz pierwszy oficjalnie uruchomiono.

## Galeria

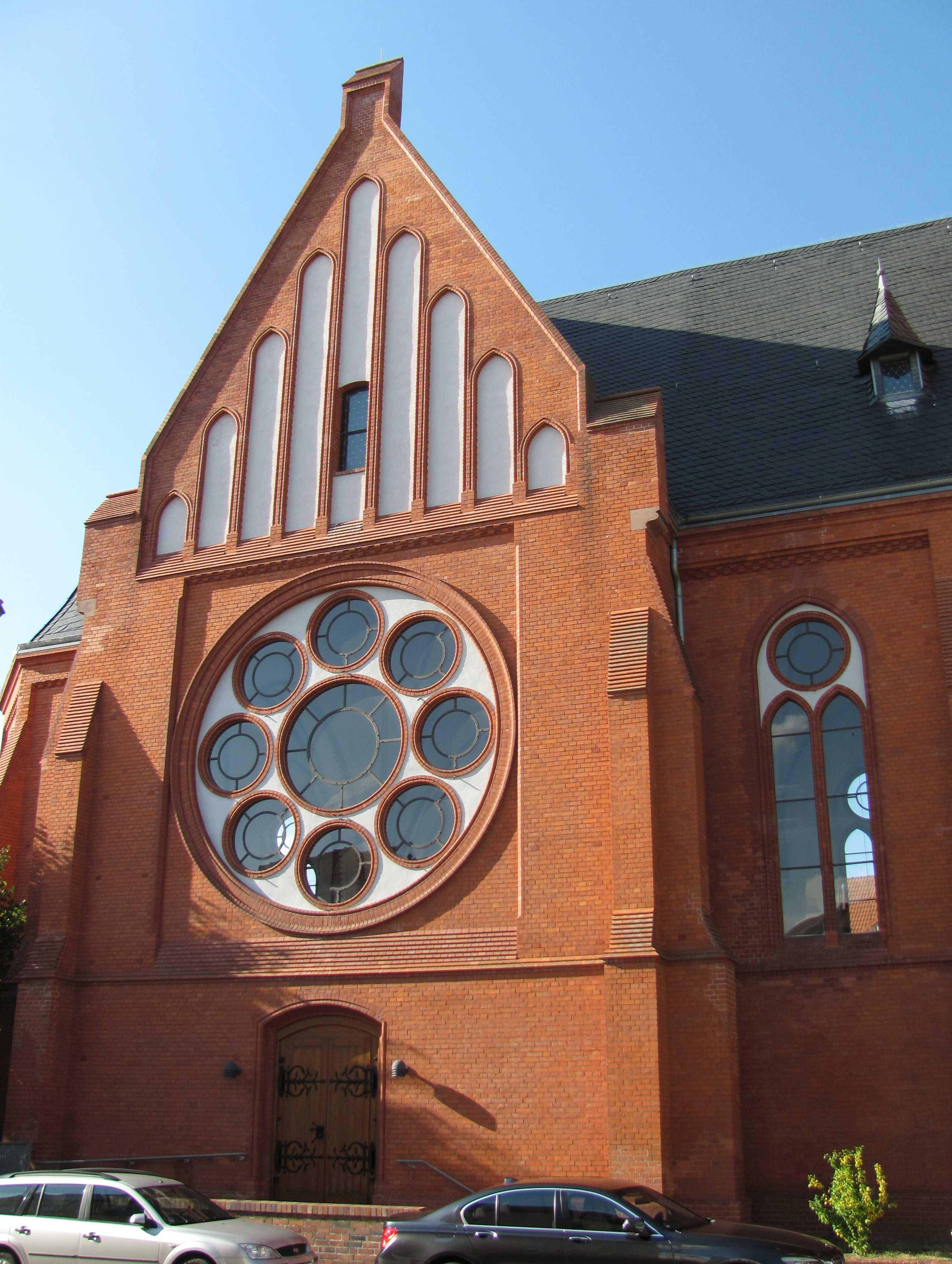
Południowe ramię transeptu
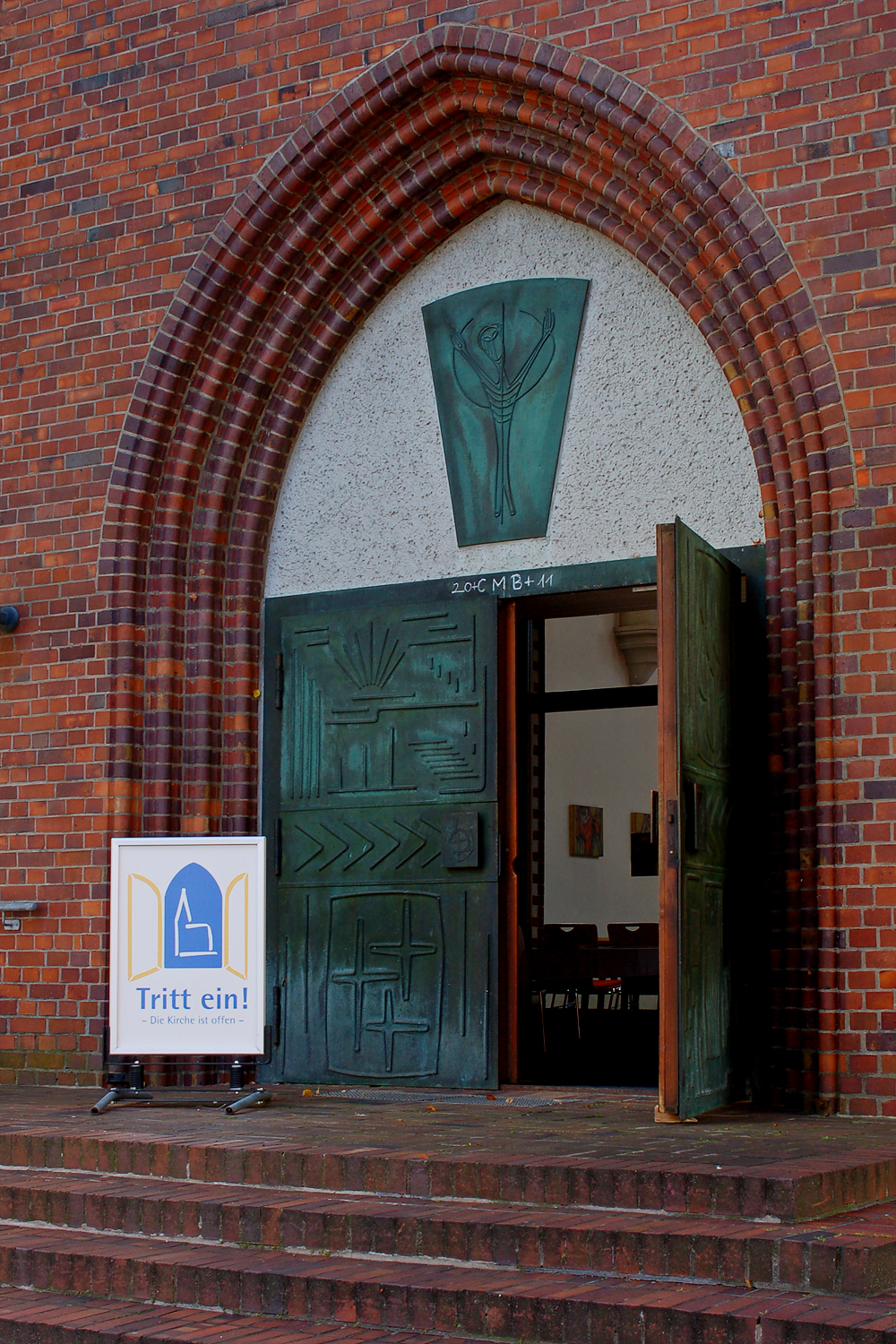
Portal główny
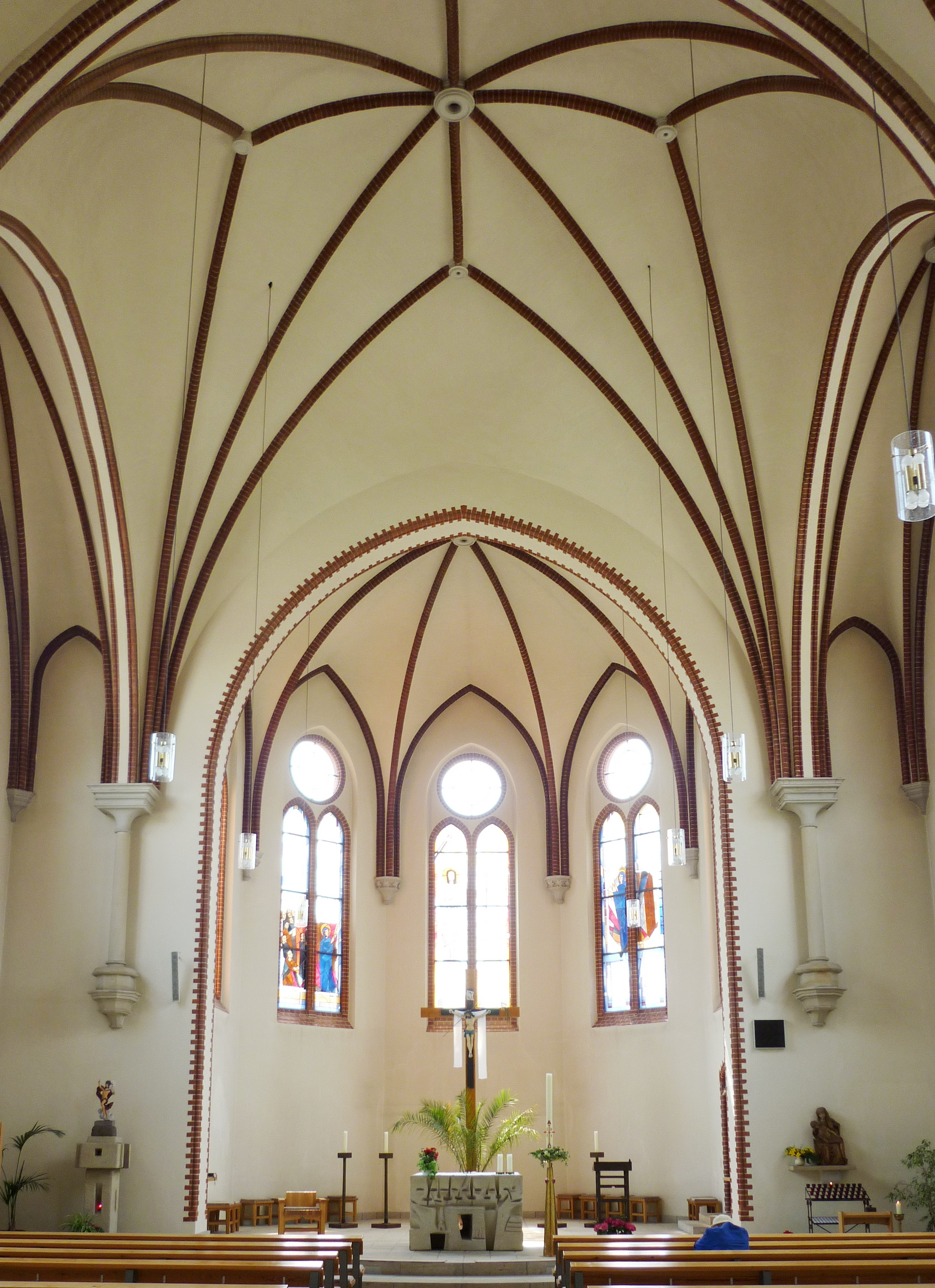
Wnętrze
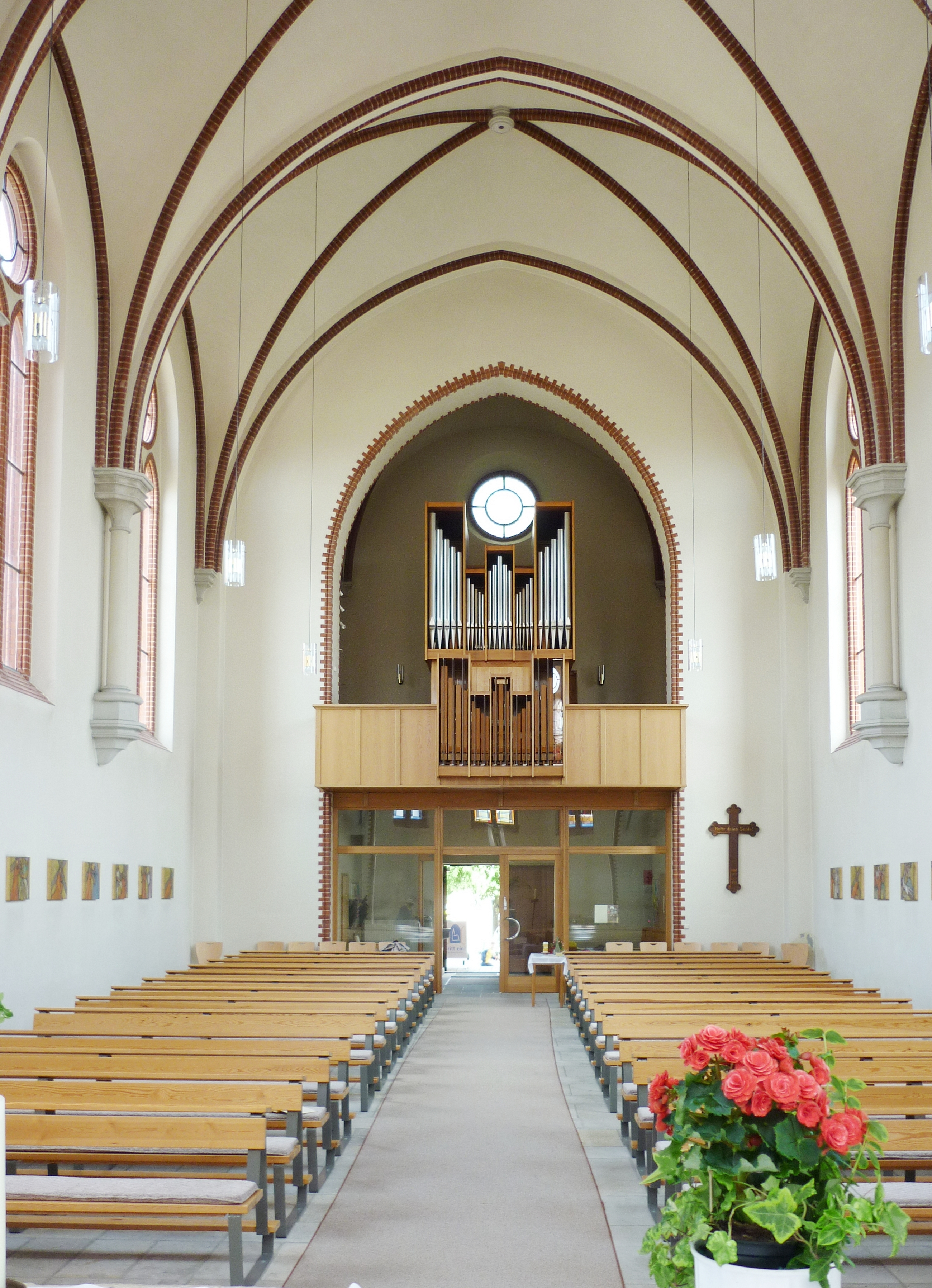
Organy
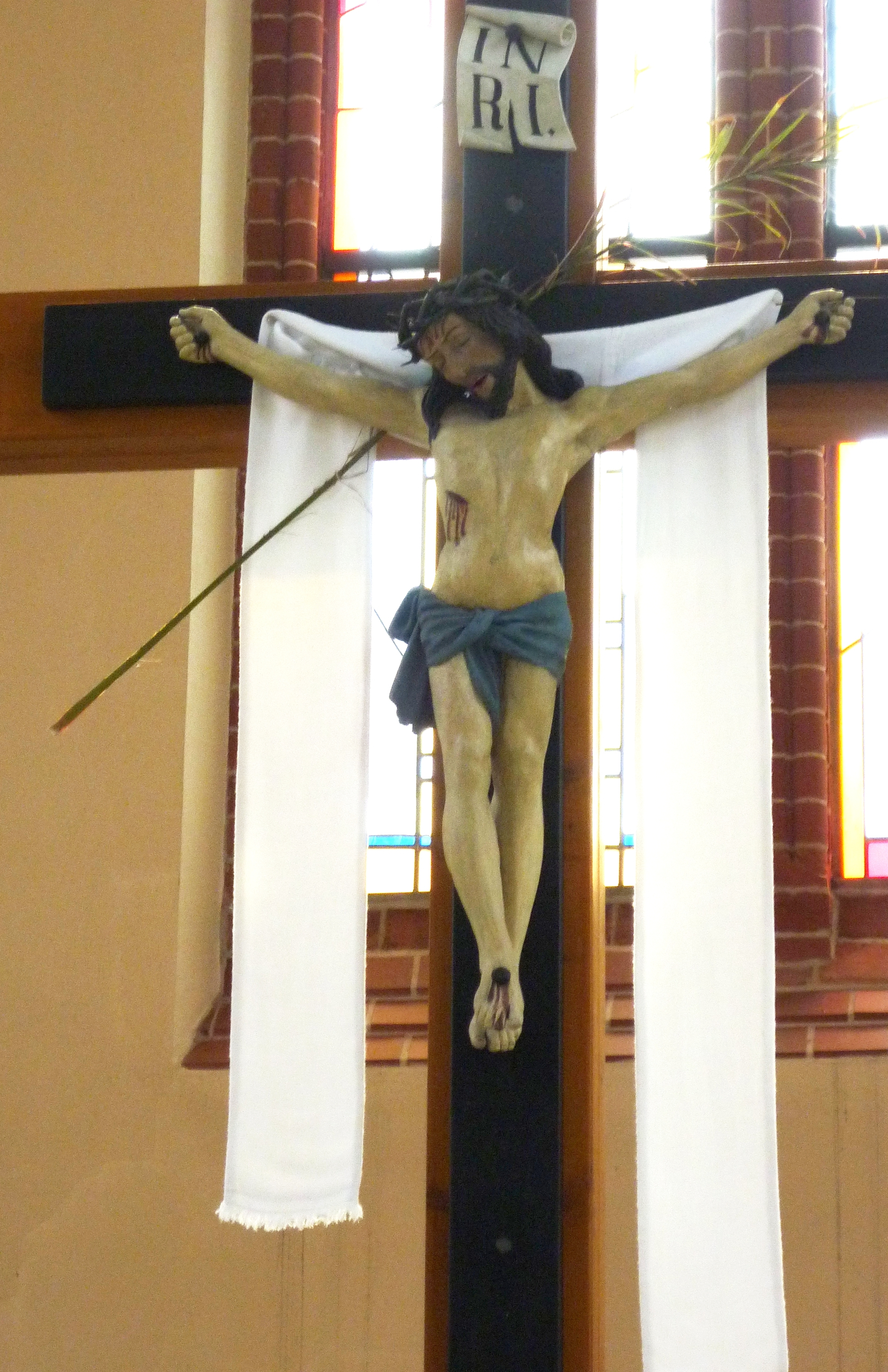
Krucyfiks
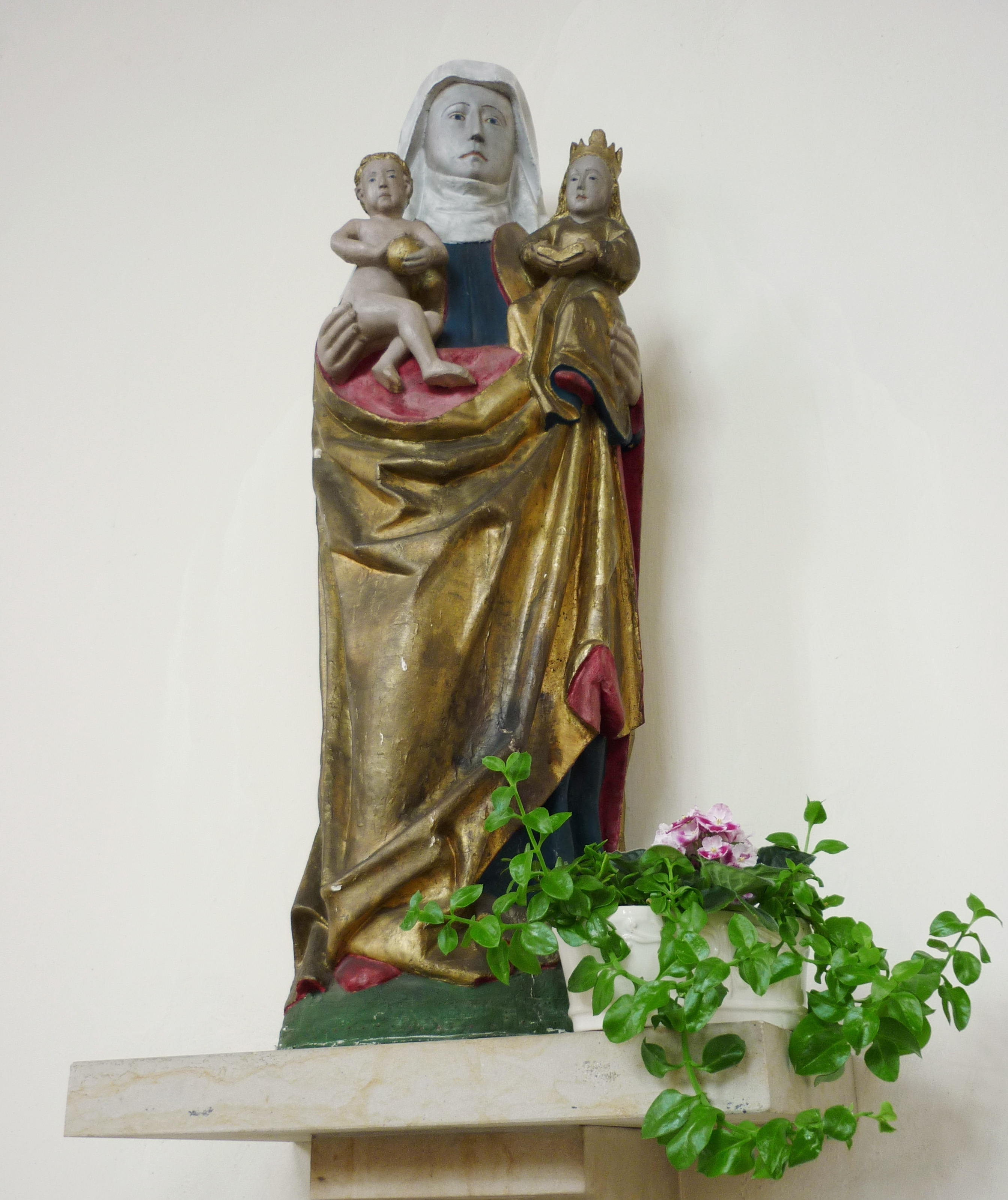
Figura św. Anny Samotrzeciej
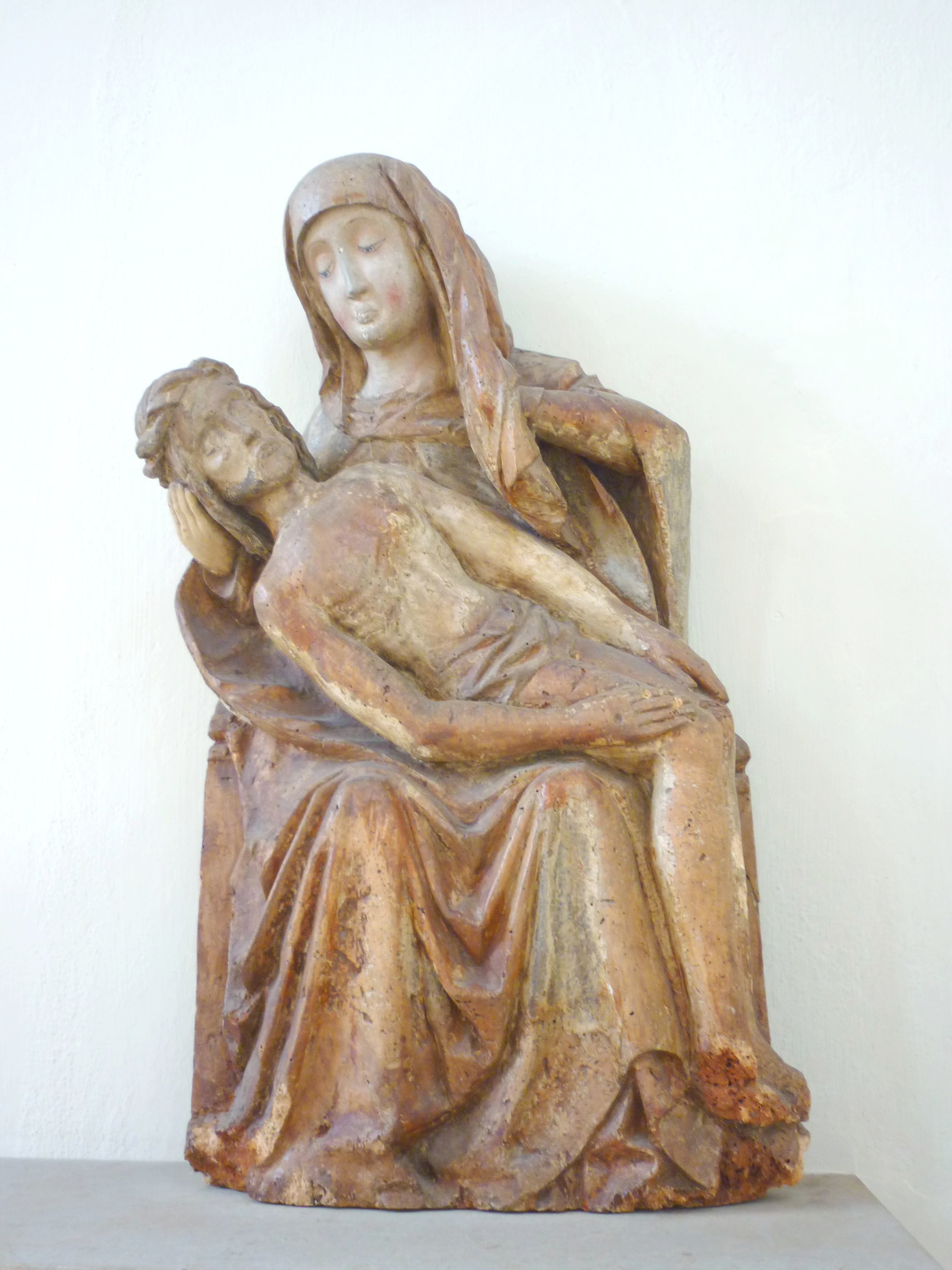
XIV-wieczna pietà